# Sykophant
Sykophanten (von griechisch σῦκον sýkon, deutsch ‚Feige‘, φαίνω phaínō, deutsch ‚ich zeige, bringe ans Licht‘) wurden im antiken Athen Bürger genannt, die sich ein Gewerbe daraus machten, anderen, meist begüterten Bürgern in erpresserischer Absicht anzudrohen, sie durch falsche Angaben und Verleumdungen in Misskredit zu bringen.

## Begriff
Plutarch deutete aus dem altgriechischen Begriff für Feige, „sýkon“, es habe sich ursprünglich um Bürger gehandelt, die andere wegen verbotener Ausfuhr von Feigen denunzierten. Aber diese Deutung ist sehr wahrscheinlich falsch, weil ein Verbot des Feigenexports nirgendwo sonst belegt ist. Über den Sinn des „Feigenanzeigers“ herrschte schon in der Antike Uneinigkeit.

## Verallgemeinerung
Der Begriff wurde schon im Altertum im übertragenen Sinne für alle Denunzianten gebraucht. Im modernen Recht gehen Geldstrafen meist an den Staat oder gemeinnützige Organisationen. Im attischen Rechtswesen ging die Zahlung an den Ankläger; klageberechtigt war jeder freie Bürger. So konnten die Sykophanten gewerbsmäßig andere Bürger anklagen.
404 v. Chr. wurden unter der Herrschaft der Dreißig mehrere sogenannte Sykophanten hingerichtet. Nach der Wiederherstellung der Demokratie blühte jedoch auch das Sykophantenwesen erneut auf.

## Adaptionen
Im Englischen steht sycophant heute für „Kriecher“, „Speichellecker“, „Schleimer“.
Mehrere Musikgruppen haben Titel mit diesem Begriff veröffentlicht:
- Fall of the Sycophants ist ein Song der Metal-Band Soulfly.
- Die Band Viva l’American Death Ray Music hat einen Titel namens Sycophant.
- Die Band Exodus hat einen Song namens March Of The Sycophants.
- Von der Punk-Band NOFX stammt der Titel My Sycophant Others.
- Die Band White Lung veröffentlichte den Titel Sycophant auf ihrem Album Deep Fantasy.
- 2024 veröffentlichte die Band Chemtrails den Song Sycophant’s Paradise auf dem Album The Joy of Sects.